# Anatol Radziwonik
Anatol Radziwonik, ps. „Olech” (ur. 7 lutego?/20 lutego 1916 w Briańsku, zm. 12 maja 1949 niedaleko wsi Raczkowszczyzna) – podporucznik Wojska Polskiego, od 1943 roku w strukturach Armii Krajowej, jeden z dowódców polskiego podziemia antykomunistycznego i niepodległościowego, ostatni dowódca zorganizowanych struktur polskiego podziemia niepodległościowego na ziemi nowogródzkiej.

## Życiorys
Urodził się w Briańsku, w europejskiej części Rosji, gdzie od 1915 roku mieszkali jego rodzice: Konstanty Radziwonik i Nadzieja z domu Makowiecka, ewakuowani tam przez władze carskie przed niemiecką ofensywą w czasie I wojny światowej. Ojciec był polskim kolejarzem w Wołkowysku, matka pochodziła z prawosławnej rodziny. Po wojnie polsko-sowieckiej rodzina powróciła do Wołkowyska. Anatol uczył się w Państwowym Męskim Seminarium Nauczycielskim w Słonimiu. Po jego ukończeniu pracował w szkole wiejskiej w Iszczołnianach koło Szczuczyna na Nowogródczyźnie. Uczestniczył w organizowaniu lokalnych struktur harcerskich.
Latem 1938 roku został powołany do Wojska Polskiego. Ukończywszy szkołę podchorążych piechoty w Jarosławiu, po zwolnieniu z wojska powrócił do Iszczołnian. Tam zastała go wojna. Nie wiadomo, czy uczestniczył w obronie Polski w 1939 roku, nie ujawnił takiego faktu w zachowanej w archiwum w Grodnie ankiecie osobowej dla lokalnych władz z okresu pierwszej okupacji sowieckiej. Nie wiadomo też, kiedy przystąpił do polskiej konspiracji niepodległościowej. Wiadomo, że w 1943 roku dowodził jedną z placówek konspiracyjnych Obwodu AK Szczuczyn kryptonim Łąka. Podczas służby w AK został awansowany do stopnia oficerskiego (podporucznika). Następnie przeszedł do partyzantki. Od zimy 1944 roku dowodził 3. plutonem w 2. kompanii VII batalionu 77. pp AK, dowodzonego kolejno przez ppor. Bojomira Tworzyańskiego „Ostoję” i legendarnego por. cc Jana Piwnika „Ponurego”.
15 kwietnia 1944 roku patrol wydzielony z jego plutonu rozbroił posterunek żandarmerii niemieckiej i policji białoruskiej w Możejkowie Małym. W tym samym miesiącu jego oddział rozbił niemiecką załogę w majątku Możejków Wielki. W maju pluton „Olecha” dwukrotnie rozbił oddziały niemieckie w zasadzkach koło wsi Kowczyki i Możejków Wielki. 16 czerwca uczestniczył w zwycięskiej operacji likwidacji niemieckiego garnizonu w Jewłaszach, podczas której poległ „Ponury”.
W początku lipca 1944 roku „Olech” wyruszył ze swoim batalionem w kierunku Wilna, by wziąć udział w operacji Ostra Brama. Oddział nie zdążył na czas, dzięki czemu uniknął rozbrojenia przez Sowietów. W zaistniałej sytuacji dowódca poprowadził swoich podkomendnych w rejon Szczuczyna, gdzie kontynuował działalność bojową i konspiracyjną. Realia walki z niedawnym sojusznikiem oraz utrudniony kontakt z wyższymi strukturami AK stały się przyczyną powstania wiosną 1945 roku Obwodu nr 49/67, obejmującego teren dawnych powiatów szczuczyńskiego i lidzkiego, nad którym „Olech” objął komendę.
Po likwidacji ppor. Czesława Zajączkowskiego „Ragnera” 3 grudnia 1944 r. w okolicy wsi Jeremicze i 21 stycznia 1945 r. pod Kowalkami por. Jana Borysewicza „Krysi”, dla NKWD wrogiem numer jeden stał się „Olech”. Stan liczebny Obwodu 49/67 w 1945 roku NKWD BSRR oceniało na około 800 ludzi, w większości pozostających w konspiracji i zorganizowanych w liczne placówki terenowe liczące od 10 do 50 członków, rozsiane w wioskach zamieszkałych głównie przez ludność polską.
Kolejne operacje przeciwko partyzantce i działania represyjne wobec ludności prowadzone przez NKWD przerzedzały placówki terenowe, nie były jednak w stanie ich zlikwidować i złamać polskiego oporu aż do wiosny 1949 roku.
Ppor. Anatol Radziwonik „Olech” poległ 12 maja 1949 roku nad rzeczką Niewisza, niedaleko wsi Raczkowszczyzna, 3 km na płd.-zach. od wsi Bakszty w Obwodzie Szczuczyn-Lida, podczas próby przebicia się przez pierścień kolejnej sowieckiej obławy.

## Upamiętnienie
W 64 rocznicę śmierci 12 maja 2013 roku, z inicjatywy Fundacji Wolność i Demokracja oraz Związku Polaków na Białorusi, w miejscowości Raczkowszczyzna odsłonięto krzyż upamiętniający Anatola Radziwonika. W uroczystości wziął udział konsul generalny RP w Białorusi Andrzej Chodkiewicz, prezes Związku Polaków na Białorusi Mieczysław Jaśkiewicz, kombatanci AK.
Za postawienie krzyża w Raczkowszczyźnie i modlitwę przy nim zostali skazani 19 czerwca na wysokie grzywny prezes ZPB Mieczysław Jaśkiewicz i prezes Stowarzyszenia Żołnierzy AK na Białorusi Weronika Sebastianowicz. W niecałe dwa miesiące po poświęceniu, krzyż ten został usunięty nocą przez nieznanych sprawców. W grudniu 2013 roku krzyż postawiono powtórnie, uzupełniając upamiętnienie o głaz oraz tablicę pamiątkową.
1 marca 2023, w Głogowie, odsłonięto pomnik poświęcony Anatolowi Radziwonikowi w ramach „Alei Pamięci”, obok 15 innych pomników żołnierzy podziemia antykomunistycznego.